# Edeltraud Eiberle
Edeltraud Eiberle, po mężu Keller (ur. 27 marca 1936 w Trossingen) – niemiecka lekkoatletka, wieloboistka, medalistka mistrzostw Europy z 1958. W czasie swojej kariery reprezentowała Republikę Federalną Niemiec.
Startując we wspólnej reprezentacji Niemiec zdobyła brązowy medal w pięcioboju na mistrzostwach Europy w 1958 w Sztokholmie, przegrywając jedynie z zawodniczkami radzieckimi Galiną Bystrową i Niną Winogradową.
Była mistrzynią RFN w pięcioboju w 1957 i 1958, wicemistrzynią w 1955 i 1959 oraz brązową medalistką w 1956, a także wicemistrzynią w biegu na 80 metrów przez płotki w 1959 i 1960 oraz brązową medalistką w 1957. W hali była wicemistrzynią RFN w biegu na 60 metrów w 1955 oraz brązową medalistką w biegu na 60 metrów przez płotki również w 1955.
Trzykrotnie poprawiała rekord RFN w pięcioboju do wyniku 4648 punktów (według ówczesnej punktacji, 31 sierpnia 1958 w Ludwigsburgu).